# Chaetomium hyaloperidium
Chaetomium hyaloperidium är en svampart som beskrevs av A. Carter 1983. Chaetomium hyaloperidium ingår i släktet Chaetomium och familjen Chaetomiaceae.   Inga underarter finns listade i Catalogue of Life.